# Johannes Quack

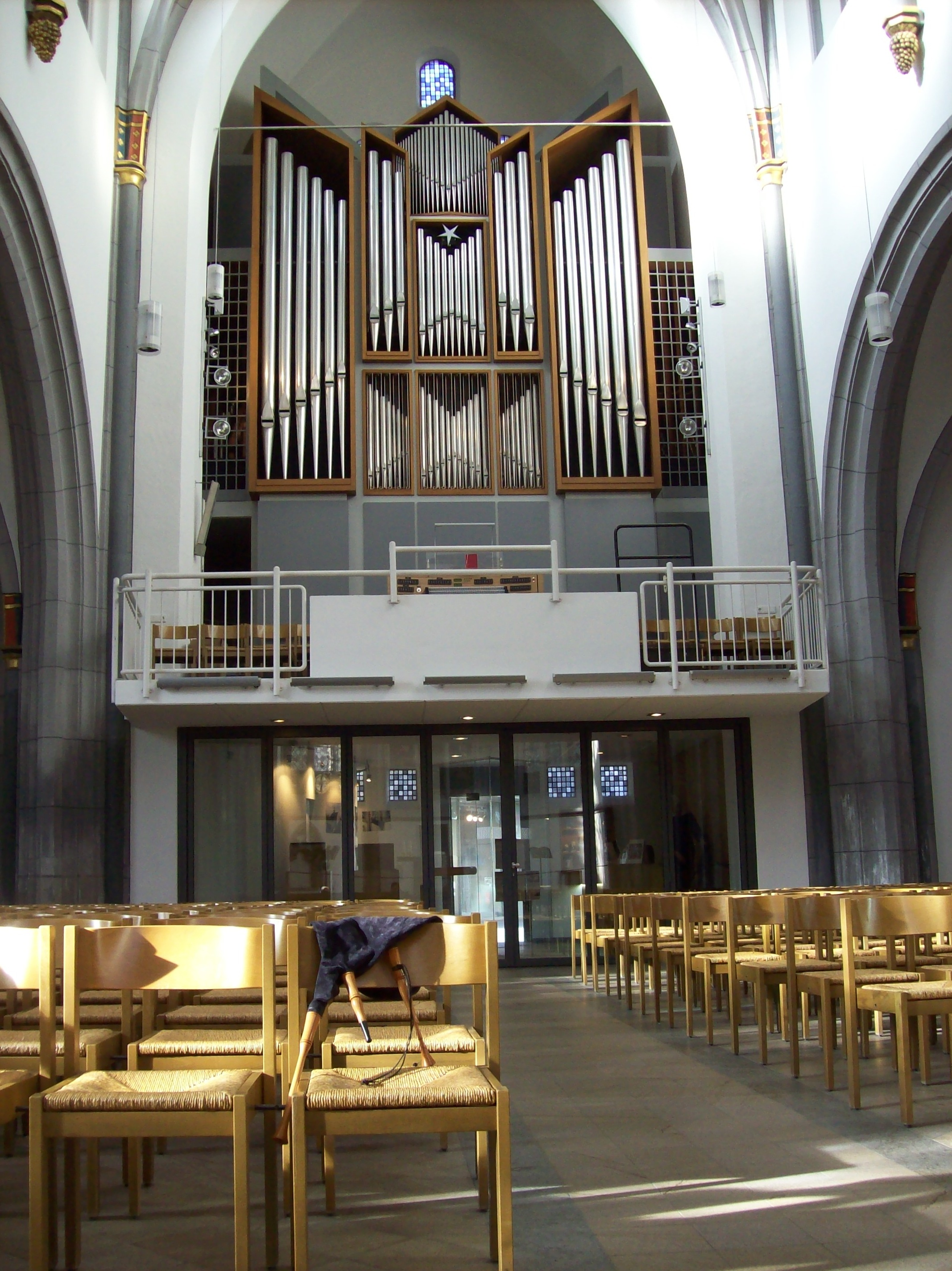
Orgel der Antoniterkirche (2014)

Johannes Quack (* 1959 in Anrath) ist ein deutscher Organist und Kirchenmusiker.

## Leben
Nach dem Abitur studierte Johannes Quack evangelische Kirchenmusik bei Johannes Geffert an der Robert Schumann Hochschule in Düsseldorf. Nach dem A-Examen absolvierte er einen Aufbaustudiengang bei Hans-Dieter Möller und schloss diesen mit dem Konzertexamen ab. Es folgten weiterführende Studien bei Nicolas Kynaston. Bevor er 1990 als Kantor der Antoniterkirche in Köln berufen wurde, amtierte er von 1988 bis 1990 als Kirchenmusiker an der Martin-Luther-Kirche in Bad Orb. Seit 1992 hat er zudem einen Lehrauftrag für künstlerisches und liturgisches Orgelspiel an der Robert-Schumann-Hochschule in Düsseldorf inne. Seine Konzerttätigkeit führte ihn nach England, Schweden, Dänemark, Italien, in die Niederlande und in die USA. Für seine Verdienste um die Kirchenmusik wurde er 2011 zum Kirchenmusikdirektor ernannt.

## Veröffentlichungen
- Choralvorspiele. in: „Kommt mit Gaben und Lobgesang“. Choralvorspielsammlung zum EG Anhang Rheinland/Westfalen/Lippe, hrsg. von der Gesangbuchkommission der ev. Landeskirchen, Verlag Dohr, Köln 2002.

## Tonträger
- alio modo. 17+4 Choralbearbeitungen. Johannes Quack an der Tzschöckel-Orgel der Christuskirche in Schwelm. 2 CDs, Köln: Verlag Dohr 2000.
- Der Engel, Orgelmusik für den „Schwebenden“ von Ernst Barlach. Orgel der Antoniterkirche. 2005.
- Vom Himmel hoch..., advent- und weihnachtliche Musik aus der Antoniterkirche. Peter Scherer, Trompete. Johannes Quack, Orgel.